# Paul Lohrisch
Paul Lohrisch (* 11. April 1987 in Berlin) ist ein deutscher Volleyballspieler.

## Karriere
Lohrisch begann seine Karriere beim Berliner TSC. Von dort wechselte er zum VC Fortuna Kyritz. Anschließend spielte er beim Nachwuchsteam VC Olympia Berlin und kam in der deutschen Junioren-Nationalmannschaft zum Einsatz. 2008 ging er zum VC Gotha, mit dem er zwei Jahre später den Aufstieg in die Bundesliga schaffte. 2011 wurde er vom Ligakonkurrenten TV Bühl verpflichtet. Ende Oktober zog er sich jedoch einen Abriss der Achillessehne zu und fiel für den Rest der Saison aus. 2013 wechselte Lohrisch zum Ligakonkurrenten VSG Coburg/Grub und 2014 zum Bundesliga-Aufsteiger Netzhoppers KW-Bestensee. Von 2015 bis 2022 spielte er beim Zweitligisten GSVE Delitzsch. Seit 2022 spielt er bei den L.E. Volleys in Leipzig.